# Röttenbach (powiat Erlangen-Höchstadt)
Röttenbach – miejscowość i gmina w Niemczech, w kraju związkowym Bawaria, w rejencji Środkowa Frankonia, w regionie Industrieregion Mittelfranken, w powiecie Erlangen-Höchstadt. Leży około 10 km na północny zachód od Erlangen.

## Polityka
Rada gminy składa się z 16 członków:
|      | CSU | SPD | Wolni Wyborcy | Niezależni Mieszkańcy Röttenbach | AW | Razem     |
| 2002 | 3   | 4   | 6             | 2                                | 1  | 16 miejsc |